# برنت هايبيرغ
برنت هايبيرغ (بالنرويجية البوكمول: Bernt Heiberg)‏ هو مهندس معماري نرويجي، ولد في 4 سبتمبر 1909، وتوفي في 29 سبتمبر 2001.